# كنكنك

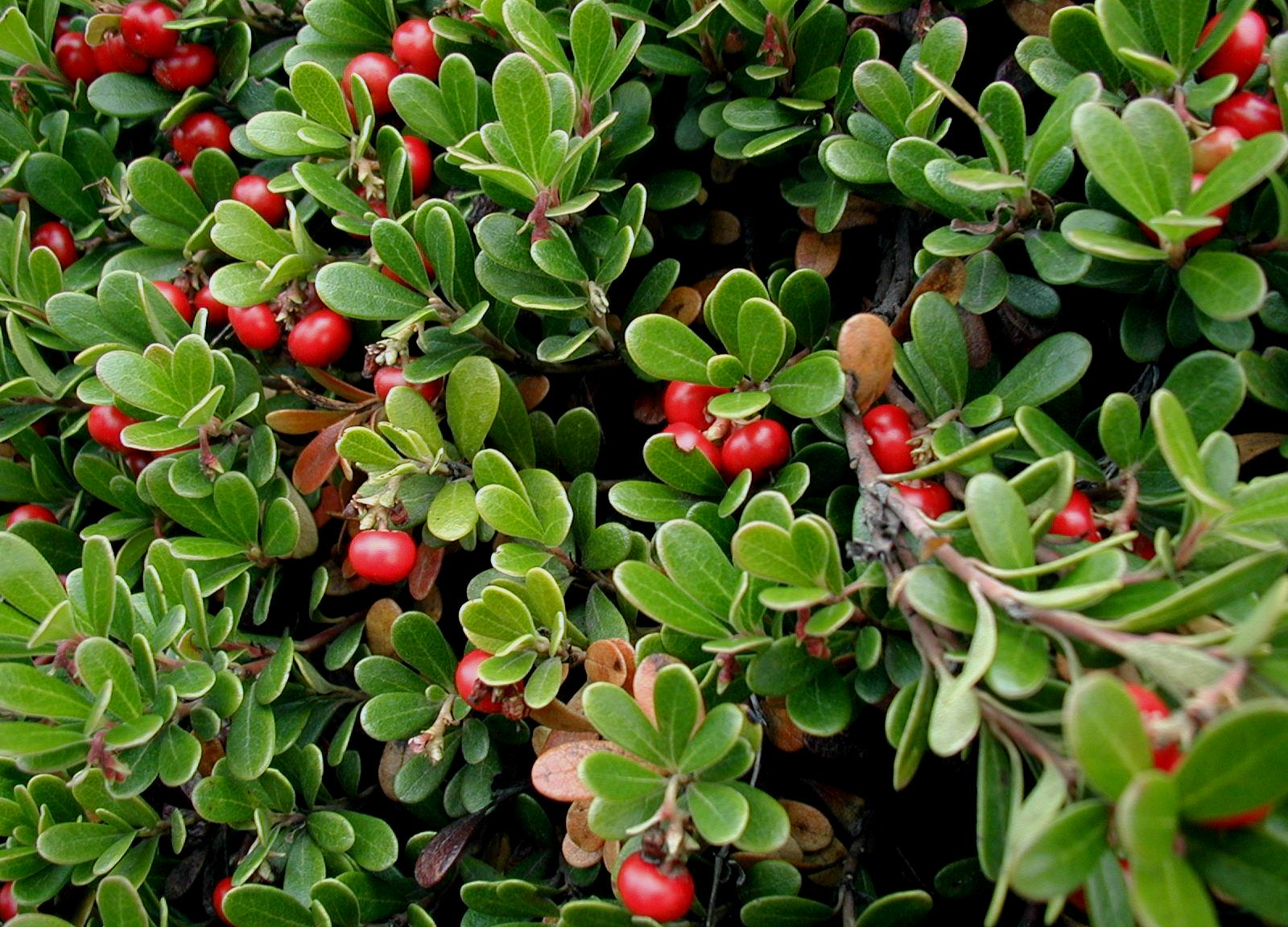
التقطت الصورة بالقرب من أكوريري، أيسلندا.

الكِنْكِنْك هو مزيج تدخين عشبي عند الأمريكيين الأصليين والأمم الأولى، مصنوع من خليط تقليدي من الأوراق أو اللحاء. تتنوع وصفات الخليط كما تتنوع الاستخدامات من اجتماعية إلى روحية إلى طبية.

## روابط خارجية
- Traditional Tobacco pamphlet by the Urban American Indian Tobacco Prevention & Education Network